# Мценское кружево
Мценское кружево — вид русского кружева, которое плетётся на коклюшках, развитый в городе Мценске Орловской области. Отличительной особенностью является использование геометрических мотивов. По сравнению с вологодским кружевом, узор в нём менее плотный и насыщенный, фоновых решеток почти не используется, поэтому узор получается более воздушным.
Появилось благодаря помещице Протасовой, которая на Мценской мануфактуре основала крупное производство кружева. На мануфактуре работало 1200 девушек и 2 наставницы из Бельгии. В 1899 году княгиня Анна Дмитриевна Тенишева открыла школу кружевниц для девочек 8-12 лет, где они также обучались грамоте, основам рисунка. Затем при школе был создан интернат для самых способных жительниц окрестных сел, живших на полном пансионе.
В Мценске работает музей кружева.